# Toyota Highlander
De Toyota Highlander is een SUV van de Japanse autofabrikant Toyota. De Toyota Highlander werd geïntroduceerd in 2000, en is sinds januari 2021 verkrijgbaar in Nederland. Dit automodel wordt in Japan en Australië verkocht als Toyota Kluger. De modelnaam 'Highlander' kan in Japan en Australië niet gebruikt worden, omdat een uitrustingsniveau van de Hyundai Terracan deze naam draagt en deze voertuigen in hetzelfde segment opereren. De naam 'Kluger' wordt ontleend aan het Duits, en betekent slim en intelligent.

## Vierde generatie; 2019- (XU7#)
Toyota toonde de vierde generatie Toyota Highlander op 17 april 2019 op de New York International Auto Show. De Highlander wordt gebouwd op het TNGA-K-platform wat gedeeld wordt met de achtste generatie Toyota Camry. Het ontwerp deelt elementen met de vijfde generatie RAV4, waaronder de grille, koplampen en het zijprofiel.

### Aandrijving
De vierde generatie Highlander is in Nederland en België alleen leverbaar als hybride model met 2,5 liter viercilinder benzinemotor. In Noord-Amerika is hetzelfde model leverbaar met een 3,5 liter V6-motor. De Nederlandse en Belgische modellen zijn alleen leverbaar met permanente vierwielaandrijving. De voor- en achteras beschikken elk over een elektromotor ten behoeve van de hybride aandrijflijn.
De achterwielen van het hybride model worden aangedreven door een elektromotor en beschikt over Toyota's AWD-i (All-Wheel Drive-intelligent): er is geen cardanas die de aandrijving levert op een differentieel. De Noord-Amerikaanse modellen met de 3,5 liter V6-motor en vierwielaandrijving beschikken over een mechanische aandrijving met cardanas. De Platinum en Limited-uitvoeringen beschikken over een differentieel met koppelverdeling (torque-vectoring).
| Motorcode | Configuratie                          | Slagvolume | Brandstof | Vermogen motor               | Koppel motor             | Systeemvermogen | Systeemkoppel |
| --------- | ------------------------------------- | ---------- | --------- | ---------------------------- | ------------------------ | --------------- | ------------- |
| A25A-FXS  | viercilinder lijnmotor, hybride, D-4S | 2487 cm³   | benzine   | 130 kW (177 pk) bij 6000 tpm | 221 Nm bij 4400 tpm      | 182 kW (248 pk) | 270 Nm        |
| 2GR-FKS   | zescilinder V-motor, VVT-i, D-4S      | 3456 cm³   | benzine   | 295 hp bij 6600 tpm          | 263 lb.-ft. bij 4700 tpm | n.v.t.          | n.v.t.        |

### Veiligheid
De Highlander beschikt standaard over Toyota’s Safety Sense 2.5+, een veiligheidspakket met passieve en actieve veiligheidssystemen. Verder beschikt het model over antiblokkeersysteem, remkrachtverdeling, remassistent, dodehoekassistent, stabiliteitsregeling, tractiecontrole, zeven SRS airbags, stoelen vóór met antiwhiplashsysteem (WIL), hill assist, lane assist, vermoeidheidssensor, bandenspanningsensor, city safety systeem.
Personenauto's (leverbaar): Aygo · bZ4X · Camry · Corolla · C-HR · Highlander · Land Cruiser · Mirai · Prius · RAV4 · (GR) Supra · Yaris · Yaris Cross

Bedrijfswagens: Hilux · Proace

Niet meer leverbaar: 1000 · 2000GT · 4Runner · Auris · Avensis · Avensis Verso · Carina · Celica · Corolla Verso · Corona · Cressida · Crown · Dyna · FunCruiser · GT86 · Hiace · iQ · LiteAce · MR2 · Paseo · Picnic · Previa · Starlet · Tercel · Urban Cruiser · Verso · Verso-S · Yaris Verso